# Policijska misija Europske unije u Bosni i Hercegovini
Policijska misija Europske unije u Bosni i Hercegovini (EUPM) bila je misija Europske unije u Bosni i Hercegovini koja je pomagala lokalnim policijskim organizacijama, te je bila jedna u nizu policijskih misija Europske unije u svijetu. Bila je to prva takva misija koju je EU poduzela u okviru Zajedničke vanjske i sigurnosne politike. EUPM je bio nasljednik Međunarodnih policijskih snaga Ujedinjenih naroda (dio Misije Ujedinjenih naroda u Bosni i Hercegovini) u Bosni, čiji je mandat istekao krajem 2002. godine.
EUPM je djelovao pod koordinacijom posebnog predstavnika Europske unije, koji je također obnašao dužnost visokog predstavnika za Bosnu i Hercegovinu.

## Misija
EUPM je imao za cilj, putem usmjeravanja, praćenja i kontrole rada u policijskim službama, uspostavi održivu, profesionalnu i multietničku policiju u Bosni i Hercegovini koja djeluje u skladu s europskim i međunarodnim standardima. Pomagao je lokalnoj policiji u borbi protiv organiziranog kriminala velikih razmjera i pomaganju u reformi policije.
EUPM, prva misija pokrenuta u okviru Zajedničke sigurnosne i obrambene politike, pokrenuta je 1. siječnja 2003. na početno razdoblje od tri godine. Nakon poziva bosanskohercegovačkih vlasti, EU je odlučila uspostaviti policijsku misiju koja će uslijediti s izmijenjenim mandatom i veličinom. EUPM II trajao je dvije godine (od 1. siječnja 2006. do 31. prosinca 2007.). Pratio je, savjetovao i vršio inspekciju policijskih snaga u BiH prema tri glavna stupa, tj. potpori procesu reforme policije, jačanju policijske odgovornosti i potpori borbi protiv organiziranog kriminala.
Krajem 2007. Policijska misija EU-a produljena je za još dvije godine (od 1. siječnja 2008. do 31. prosinca 2009.). Tijekom te dvije godine misija je nastavila svoj rad u odnosu na tri ista stupa, s posebnim naglaskom na borbu protiv organiziranog kriminala. EUPM je posebnu pozornost posvetio i jačanju suradnje policije i tužitelja.

## Vanjske poveznice
- Službena stranica EUPM-a